# Albert Tiberghien
Albert Tiberghien (Gent, 1915 – Marche, 16 september 2001) was een Belgisch fiscalist die beschouwd wordt als de grondlegger van de belastingwetenschappen in België. Hij richtte een advocatenkantoor op gespecialiseerd in fiscaal recht en werd nadien hoogleraar in hetzelfde vakgebied.

## Biografie
Albert Tiberghien studeerde tot 1939 rechten, notariaat en bestuurswetenschappen en schreef zich daarna in als advocaat-stagiair aan de Gentse balie. Vervolgens richtte hij een eigen kantoor op voor fiscaal advies en belastingrecht: Tiberghien & Co, momenteel kortweg Tiberghien.
In 1941 werd hij hoogleraar fiscaal recht aan de Sint-Aloysius Handelshogeschool in Brussel. Samen met de Gentse advocaat Edmond Ronse schreef hij in 1943 een Handboek der inkomstenbelastingen.
In 1947 startte hij als publicist in De Standaard met zowel humoristische als ernstige stukken over belastingen. Toon hij in 1990 stopte had hij 4.000 artikels voor de krant geschreven en op die manier maakte hij het onderwerp toegankelijk voor het gewone publiek.
In 1949 begon hij met een vakblad, het Algemeen Fiscaal Tijdschrift. Nadien volgde de Franstalige versie: Reveu Générale de Fiscalité.
In 1951 richtte hij mee het Nationaal Verbond van Belastingconsulenten op. Hij bleef voorzitter tot 1974.
In 1955 werd de eerste editie uitgebracht van een Handboek voor fiscaal recht, nadien vooral gekend als "Den Tiberghien". Het handboek werd een van de belangrijkste standaardwerken in fiscaal recht en nieuwe edities worden tot op vandaag verzorgd door het advocatenkantoor.
In 1958 richtte hij met andere nationale organisaties van belastingadviseurs de Confédération Fiscale Européenne op, waarvan hij twintig jaar zal voorzitter zijn.
In 1969 richtte hij de Fiscale Hogeschool in Brussel op met Willy Maeckelbergh, die tot op vandaag een kweekvijver is voor fiscalisten.
In 1990 trok hij zich terug uit het openbare leven, schreef zijn memoires en hield zich verder bezig met schilderen, etsen en lezen.

## Werken
- De nieuwe fiscale wetgeving, Brussel: Kredietbank, 1945
- met Emiel Mallien, De persoenvennootschappen met beperkte aansprakelijkheid op privaat-, notarieel-, en fiscaalrechtelijk gebied, Antwerpen: Vlaamse rechtskundige bibliotheek, 1947
- Evenwicht tussen economie en fiscaliteit, Antwerpen: VEV, 1949
- Handboek voor fiscaal recht, 1955-
- De Belgische belastingen, Deventer: Kluwer, 1975
- Het leeven en de leeringhe van den eerweirdigen Frater Fiscalianus, Antwerpen, 1982 (nieuwe uitgave: Kluwer, 2010).
- De Belgische belastingen in kort bestek, Antwerpen: Kluwer, 1985
- Een kwart eeuw belastinbetaler, Brussel, 1987
- "Deel III - De Twintigste Eeuw: Een bodemloos vat", in: P. Janssen e.a., Drie Eeuwen Belgische Belastingen: van contributies, controleurs en belastingconsulenten, Fiscale Hogeschool - Kluwer Rechtswetenschappen, 1990, p. 243-350.
- Tiberghien vertelt Tiberghien, Antwerpen: Kluwer Rechtswetenschappen, 1991

- Gemeinsame Normdatei: 1012465985
- International Standard Name Identifier: 0000 0001 2028 6710
- Library of Congress Control Number: n78086262
- Nationale Bibliotheek van Israël: 987007274107105171
- Nederlandse Thesaurus van Auteursnamen: 068318553
- Système universitaire de documentation: 137131240
- Virtual International Authority File: 75115900
- WorldCat: E39PBJdx8HmKbTDWmtvRHvB773